# The Heart of Jennifer
The Heart of Jennifer er en amerikansk stumfilm fra 1915 af James Kirkwood, Sr..

## Medvirkende
- Hazel Dawn som Jennifer Hale
- James Kirkwood som James Murray
- Irene Howley som Agnes Murray
- Russell Bassett som Mr. Hale
- Harry C. Browne som Stephen Weldon